# Gustav IV Adolf của Thụy Điển
Gustav IV Adolf hoặc Gustav IV Adolph (1 tháng 11 năm 1778 – 7 tháng 2 năm 1837) là Quốc vương Thụy Điển trị vị từ năm 1792 cho đến khi bị lật đổ vào năm 1809, và là quân chủ Thụy Điển cuối cùng của Đại công quốc Phần Lan. 
Việc quân đội Nga chiếm đóng Phần Lan vào năm 1808–09 là nguyên nhân trực tiếp dẫn đến sự lật đổ của Gustav Adolf, do các sĩ quan trong quân đội khởi xướng một cách bạo lực. Sau khi Gustav Adolf thoái vị vào ngày 29 tháng 3 năm 1809, một Văn bản Chính phủ đã được soạn thảo, trong đó hạn chế nghiêm ngặt quyền lực của chế độ quân chủ. "Văn bản" được thông qua vào năm 1809 vào ngày 6 tháng 6, Ngày Quốc khánh của Thụy Điển, và vẫn còn có hiệu lực cho đến khi bị thay thế vào năm 1974. Với quyền lực bị hạn chế nghiêm ngặt, ngai vàng Thụy Điển sau đó được trao cho người chú của Gustav Adolf là Karl XIII.

## Tiểu sử

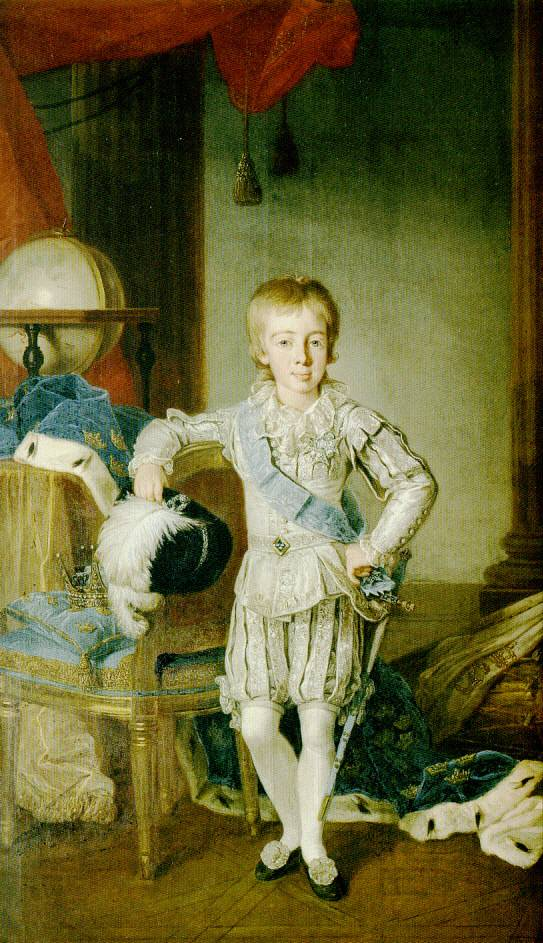
Gustav Adolf năm bảy tuổi

Gustav Adolf là con trai của Gustav III của Thụy Điển và vương hậu Sophie Magdalene của Đan Mạch, con gái lớn của Frederik V của Đan Mạch với người vợ đầu tiên Louisa của Đại Anh.
Gustav Adolf được Hedvig Sofia von Rosen cùng những người thay mặt cho phó mẫu là Brita Ebba Celestina von Stauden và Maria Aurora Uggla giám hộ cho đến năm bốn tuổi. Sau đó, Vương tử được nuôi dưỡng dưới sự giám hộ của Vua Gustav III và Nils von Rosenstein. Sau vụ ám sát của Gustav III vào tháng 3 năm 1792, Gustav Adolf lên ngôi ở tuổi 13 dưới sự nhiếp chính của người chú là Vương tử Karl, Công tước xứ Södermanland, người sau này trở thành Karl XIII của Thụy Điển khi Gustav buộc phải thoái vị và bị trục xuất khỏi đất nước vào năm 1809.
Vào tháng 8 năm 1796, Công tước nhiếp chính Karl cho vị vua trẻ Gustav Adolf đến thăm Sankt-Peterburg với mục đích là sắp xếp một cuộc hôn nhân giữa Nhà vua và Nữ Đại vương công Aleksandra Pavlovna, cháu gái của Yekaterina Đại đế. Tuy nhiên, toàn bộ sự sắp xếp đã đổ bể vì Gustav Adolf kiên quyết không cho phép Nữ Đại vương công được tự do thờ cúng theo nghi lễ của Giáo hội Chính thống giáo Nga. Vào thời điểm đó, không ai ngờ rằng nguyên nhân dẫn đến phản ứng của Gustav Adolf bắt nguồn từ lòng mộ đạo khác thường của ông. Ngược lại, khi Gustav Adolf bắt đầu tự mình cai trị, thì nhiều người đã cảm thấy vui mừng vì giờ Thụy Điển không còn một thiên tài gây rối mà là một vị vua cần kiệm, kính Chúa và tầm thường.

## Chính trị
Việc Gustav Adolf nhanh chóng cách chức Gustaf Adolf Reuterholm, cố vấn hàng đầu của Công tước nhiếp chính Karl vốn bị ghét bỏ càng tăng thêm sự yêu thích đối với của Nhà vua. Vào ngày 31 tháng 10 năm 1797, Gustav kết hôn với Friederike Dorothea, cháu gái của Karl Friedrich, Phiên hầu tước xứ Baden. Cuộc hôn nhân có vẻ sẽ kích động một cuộc chiến tranh với Nga, nhưng thực chất được sắp xếp vì lòng căm thù chung đối với Cộng hòa Pháp của Hoàng đế Pavel của Nga và Gustav IV Adolf, vốn đóng vai trò như một sợi dây liên kết giữa hai vị quân chủ. Nỗi sợ hãi của Gustav Adolf đối với chủ nghĩa Jacobin rất lớn và khiến ông ngày càng cam kết bảo vệ sự tồn vong của châu Âu, đến nỗi Nhà vua phải hoãn lễ đăng quang trong một vài năm để tránh việc triệu tập quốc hội. Tuy nhiên, sự bất ổn của nền tài chính nhà nước phần lớn do cuộc chiến của Gustav III chống lại Nga, cũng như tình trạng mất mùa trên diện rộng vào năm 1798 và 1799 buộc Gustav Adolf phải triệu tập các estates đến Norrköping vào tháng 3 và vào ngày 3 tháng 4 năm 1800. Khi Nhà vua gặp phải sự phản đối nghiêm trọng tại Riksdag, ông quyết định không bao giờ triệu tập thêm một cuộc họp nào khác.

## Đánh mất Phần Lan
Năm 1805, Gustav Adolf tham gia Liên minh thứ ba chống lại Napoléon, nhung chiến dịch gặp thất bại và Pháp đã chiếm đóng được Pomerania thuộc Thụy Điển. Khi đồng minh của Gustav Adolf là Nga hòa giải và liên minh với Pháp tại Tilsit vào năm 1807 thì chỉ còn Thụy Điển và Bồ Đào Nha là hai đồng minh duy nhất của Liên hiệp Anh tại châu Âu. Vào ngày 21 tháng 2 năm 1808, Nga xâm lược Phần Lan do Thụy Điển cai trị với lý do buộc Thụy Điển phải tham gia Hệ thống lục địa của Napoléon. Ngoài ra, Đan Mạch cũng tuyên chiến với Thụy Điển. Chỉ trong vài tháng, gần như toàn bộ Phần Lan đã bị mất vào tay Nga. Kết quả của cuộc chiến là vào ngày 17 tháng 9 năm 1809, Thụy Điển buộc phải nhường một phần ba phía đông của đất nước cho Nga theo Hiệp ước Fredrikshamn, sau đó Đại công quốc Phần Lan tự trị được thành lập bên trong Đế quốc Nga.

## Đảo chính và thoái vị

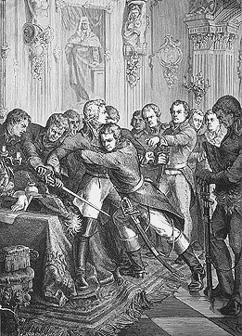
Gustav IV Adolf bị bắt giữ

Gustav Adolf bị lật đổ bởi một âm mưu của các sĩ quan quân đội. Vào ngày 7 tháng 3 năm 1809, trung tá Georg Adlersparre, chỉ huy một phần của "quân đội phương Tây" đóng quân tại Värmland, đã kích hoạt cuộc đảo chính năm 1809 bằng cách giương cao lá cờ nổi loạn tại Karlstad và bắt đầu tiến về Stockholm. Để ngăn chặn việc Gustav Adolf gặp quân đoàn trung thành tại Skåne, vào ngày 13 tháng 3 năm 1809, bảy kẻ chủ mưu do Carl Johan Adlercreutz chỉ huy đã đột nhập vào cung điện, bắt giữ Gustav Adolf và giam cầm Nhà vua cùng gia đình trong Lâu đài Gripsholm. Người chú của Nhà vua là Công tước Karl chấp nhận lãnh đạo chính phủ lâm thời được công bố cùng ngày, và quốc hội long trọng chấp thuận cuộc cách mạng.
Vào ngày 29 tháng 3, để giữ ngai vàng cho con trai nên Gustav IV Adolf đã tự nguyện thoái vị; nhưng vào ngày 10 tháng 5, Riksdag Estates do quân đội thống trị tuyên bố rằng không chỉ Gustav Adolf mà cả gia đình ông đã mất ngai vàng, có lẽ là cái cớ để loại trừ họ khỏi quyền kế vị dựa trên những tin đồn về việc Gustav Adolf là con ngoài giá thú. Tuy nhiên, một nguyên nhân có khả năng xảy ra hơn là vì những người cách mạng lo sợ rằng con trai của Gustav Adolf, nếu thừa kế được ngai vàng sẽ trả thù cho việc cha mình bị phế truất. Vào ngày 5 tháng 6, chú của Gustav Adolf tuyên bố ngôi vua với tên gọi là Karl XIII, sau khi chấp nhận một hiến pháp tự do mới được quốc hội phê chuẩn vào ngày hôm sau. Vào tháng 12, Gustav Adolf và gia đình được đưa đến Đức, và sau đó ly dị Friederike vào năm 1812.
Trong thời gian lưu vong, Gustav Adolf sử dụng một số danh hiệu bao gồm "Bá tước xứ Gottorp" và "Công tước xứ Holstein-Eutin", và cuối cùng định cư tại St. Gallen ở Thụy Sĩ, nơi ông sống tại một khách sạn nhỏ trong sự cô đơn và bần cùng dưới cái tên Đại tá Gustafsson. Tại đây, Gustav Adolf bị đột quỵ và qua đời, và sau đó ông được chôn cất tại Morava. Theo đề nghị từ Oscar II của Thụy Điển và Na Uy, thi hài của Gustav Adolf cuối cùng được đưa về Thụy Điển và chôn cất tại Nhà thờ Riddarholm. Gustav Adolf là cụ nội của Viktoria xứ Baden, con dâu của Oscar II và sau này là Vương hậu Thụy Điển với tư cách là vợ của Gustaf V.

## Tổ tiên
| \| \| \| \| \| \| \| \| \| \| \| 8. Christian August xứ Holstein-Gottorp \| \| \| \| \| \| \| \| \| \| \| \| \| \| \| \| \| \| \| \| \| \| \| \| \| \| \| \| \| \| \| \| \| \| \| \| \| \| \| \| \| \| \| \| \| \| \| \| \| \| \| 4. Adolf Fredrik của Thụy Điển \| \| \| \| \| \| \| \| \| \| \| \| \| \| \| \| \| \| \| \| \| \| \| \| \| \| \| \| \| \| \| \| \| \| \| \| \| \| \| \| \| \| \| \| \| \| \| \| \| \| \| \| \| \| \| \| \| \| \| \| 9. Albertina Friederike xứ Baden-Durlach \| \| \| \| \| \| \| \| \| \| \| \| \| \| \| \| \| \| \| \| \| \| \| \| \| \| \| \| \| \| \| \| \| \| \| \| \| \| \| \| \| \| \| \| \| \| \| \| \| \| \| \| \| \| \| \| \| \| \| \| 2. Gustav III của Thụy Điển \| \| \| \| \| \| \| \| \| \| \| \| \| \| \| \| \| \| \| \| \| \| \| \| \| \| \| \| \| \| \| \| \| \| \| \| \| \| \| \| \| \| \| \| \| \| \| \| \| \| \| \| \| \| \| \| \| \| \| \| 10. Friedrich Wilhelm I của Phổ \| \| \| \| \| \| \| \| \| \| \| \| \| \| \| \| \| \| \| \| \| \| \| \| \| \| \| \| \| \| \| \| \| \| \| \| \| \| \| \| \| \| \| \| \| \| \| \| \| \| \| \| \| \| \| \| \| \| \| \| 5. Luise Ulrike của Phổ \| \| \| \| \| \| \| \| \| \| \| \| \| \| \| \| \| \| \| \| \| \| \| \| \| \| \| \| \| \| \| \| \| \| \| \| \| \| \| \| \| \| \| \| \| \| \| \| \| \| \| \| \| \| \| \| \| \| \| \| 11. Sophia Dorothea của Hannover \| \| \| \| \| \| \| \| \| \| \| \| \| \| \| \| \| \| \| \| \| \| \| \| \| \| \| \| \| \| \| \| \| \| \| \| \| \| \| \| \| \| \| \| \| \| \| \| \| \| \| \| \| \| \| \| \| \| \| \| 1. Gustav IV Adolf của Thụy Điển \| \| \| \| \| \| \| \| \| \| \| \| \| \| \| \| \| \| \| \| \| \| \| \| \| \| \| \| \| \| \| \| \| \| \| \| \| \| \| \| \| \| \| \| \| \| \| \| \| \| \| \| \| \| \| \| \| \| \| \| 12. Christian VI của Đan Mạch \| \| \| \| \| \| \| \| \| \| \| \| \| \| \| \| \| \| \| \| \| \| \| \| \| \| \| \| \| \| \| \| \| \| \| \| \| \| \| \| \| \| \| \| \| \| \| \| \| \| \| \| \| \| \| \| \| \| \| \| 6. Frederik V của Đan Mạch \| \| \| \| \| \| \| \| \| \| \| \| \| \| \| \| \| \| \| \| \| \| \| \| \| \| \| \| \| \| \| \| \| \| \| \| \| \| \| \| \| \| \| \| \| \| \| \| \| \| \| \| \| \| \| \| \| \| \| \| 13. Sophie Magdalene xứ Brandenburg-Kulmbach \| \| \| \| \| \| \| \| \| \| \| \| \| \| \| \| \| \| \| \| \| \| \| \| \| \| \| \| \| \| \| \| \| \| \| \| \| \| \| \| \| \| \| \| \| \| \| \| \| \| \| \| \| \| \| \| \| \| \| \| 3. Sophie Magdalene của Đan Mạch \| \| \| \| \| \| \| \| \| \| \| \| \| \| \| \| \| \| \| \| \| \| \| \| \| \| \| \| \| \| \| \| \| \| \| \| \| \| \| \| \| \| \| \| \| \| \| \| \| \| \| \| \| \| \| \| \| \| \| \| 14. George II của Anh \| \| \| \| \| \| \| \| \| \| \| \| \| \| \| \| \| \| \| \| \| \| \| \| \| \| \| \| \| \| \| \| \| \| \| \| \| \| \| \| \| \| \| \| \| \| \| \| \| \| \| \| \| \| \| \| \| \| \| \| 7. Louisa của Đại Anh \| \| \| \| \| \| \| \| \| \| \| \| \| \| \| \| \| \| \| \| \| \| \| \| \| \| \| \| \| \| \| \| \| \| \| \| \| \| \| \| \| \| \| \| \| \| \| \| \| \| \| \| \| \| \| \| \| \| \| \| 15. Caroline xứ Ansbach \| \| \| \| \| \| \| \| \| \| \| \| \| \| \| \| \| \| \| \| \| \| \| \| \| \| \| \| \| \| \| \| \| \| \| \| \| \| \| \| \| \| \| |                                              |  |  |  |  |  |  |  |  |                                         |  |  |  |
| |                                              |  |  |  |  |  |  |  |  | 8. Christian August xứ Holstein-Gottorp |  |  |  |
| |                                              |  |  |  |  |  |  |  |  |                                         |  |  |  |
| |                                              |  |  |  |  |  |  |  |  |                                         |  |  |  |
| |                                              |  |  |  |  |  |  |  |  |                                         |  |  |  |
| | 4. Adolf Fredrik của Thụy Điển               |  |  |  |  |  |  |  |  |                                         |  |  |  |
| |                                              |  |  |  |  |  |  |  |  |                                         |  |  |  |
| |                                              |  |  |  |  |  |  |  |  |                                         |  |  |  |
| |                                              |  |  |  |  |  |  |  |  |                                         |  |  |  |
| | 9. Albertina Friederike xứ Baden-Durlach     |  |  |  |  |  |  |  |  |                                         |  |  |  |
| |                                              |  |  |  |  |  |  |  |  |                                         |  |  |  |
| |                                              |  |  |  |  |  |  |  |  |                                         |  |  |  |
| |                                              |  |  |  |  |  |  |  |  |                                         |  |  |  |
| | 2. Gustav III của Thụy Điển                  |  |  |  |  |  |  |  |  |                                         |  |  |  |
| |                                              |  |  |  |  |  |  |  |  |                                         |  |  |  |
| |                                              |  |  |  |  |  |  |  |  |                                         |  |  |  |
| |                                              |  |  |  |  |  |  |  |  |                                         |  |  |  |
| | 10. Friedrich Wilhelm I của Phổ              |  |  |  |  |  |  |  |  |                                         |  |  |  |
| |                                              |  |  |  |  |  |  |  |  |                                         |  |  |  |
| |                                              |  |  |  |  |  |  |  |  |                                         |  |  |  |
| |                                              |  |  |  |  |  |  |  |  |                                         |  |  |  |
| | 5. Luise Ulrike của Phổ                      |  |  |  |  |  |  |  |  |                                         |  |  |  |
| |                                              |  |  |  |  |  |  |  |  |                                         |  |  |  |
| |                                              |  |  |  |  |  |  |  |  |                                         |  |  |  |
| |                                              |  |  |  |  |  |  |  |  |                                         |  |  |  |
| | 11. Sophia Dorothea của Hannover             |  |  |  |  |  |  |  |  |                                         |  |  |  |
| |                                              |  |  |  |  |  |  |  |  |                                         |  |  |  |
| |                                              |  |  |  |  |  |  |  |  |                                         |  |  |  |
| |                                              |  |  |  |  |  |  |  |  |                                         |  |  |  |
| | 1. Gustav IV Adolf của Thụy Điển             |  |  |  |  |  |  |  |  |                                         |  |  |  |
| |                                              |  |  |  |  |  |  |  |  |                                         |  |  |  |
| |                                              |  |  |  |  |  |  |  |  |                                         |  |  |  |
| |                                              |  |  |  |  |  |  |  |  |                                         |  |  |  |
| | 12. Christian VI của Đan Mạch                |  |  |  |  |  |  |  |  |                                         |  |  |  |
| |                                              |  |  |  |  |  |  |  |  |                                         |  |  |  |
| |                                              |  |  |  |  |  |  |  |  |                                         |  |  |  |
| |                                              |  |  |  |  |  |  |  |  |                                         |  |  |  |
| | 6. Frederik V của Đan Mạch                   |  |  |  |  |  |  |  |  |                                         |  |  |  |
| |                                              |  |  |  |  |  |  |  |  |                                         |  |  |  |
| |                                              |  |  |  |  |  |  |  |  |                                         |  |  |  |
| |                                              |  |  |  |  |  |  |  |  |                                         |  |  |  |
| | 13. Sophie Magdalene xứ Brandenburg-Kulmbach |  |  |  |  |  |  |  |  |                                         |  |  |  |
| |                                              |  |  |  |  |  |  |  |  |                                         |  |  |  |
| |                                              |  |  |  |  |  |  |  |  |                                         |  |  |  |
| |                                              |  |  |  |  |  |  |  |  |                                         |  |  |  |
| | 3. Sophie Magdalene của Đan Mạch             |  |  |  |  |  |  |  |  |                                         |  |  |  |
| |                                              |  |  |  |  |  |  |  |  |                                         |  |  |  |
| |                                              |  |  |  |  |  |  |  |  |                                         |  |  |  |
| |                                              |  |  |  |  |  |  |  |  |                                         |  |  |  |
| | 14. George II của Anh                        |  |  |  |  |  |  |  |  |                                         |  |  |  |
| |                                              |  |  |  |  |  |  |  |  |                                         |  |  |  |
| |                                              |  |  |  |  |  |  |  |  |                                         |  |  |  |
| |                                              |  |  |  |  |  |  |  |  |                                         |  |  |  |
| | 7. Louisa của Đại Anh                        |  |  |  |  |  |  |  |  |                                         |  |  |  |
| |                                              |  |  |  |  |  |  |  |  |                                         |  |  |  |
| |                                              |  |  |  |  |  |  |  |  |                                         |  |  |  |
| |                                              |  |  |  |  |  |  |  |  |                                         |  |  |  |
| | 15. Caroline xứ Ansbach                      |  |  |  |  |  |  |  |  |                                         |  |  |  |
| |                                              |  |  |  |  |  |  |  |  |                                         |  |  |  |
| |                                              |  |  |  |  |  |  |  |  |                                         |  |  |  |

## Gia đình

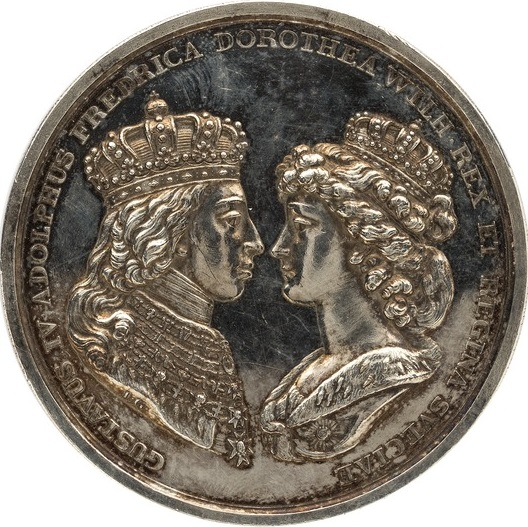
Huy chương đăng quang của Gustav Adolf và Friederike vào năm 1800

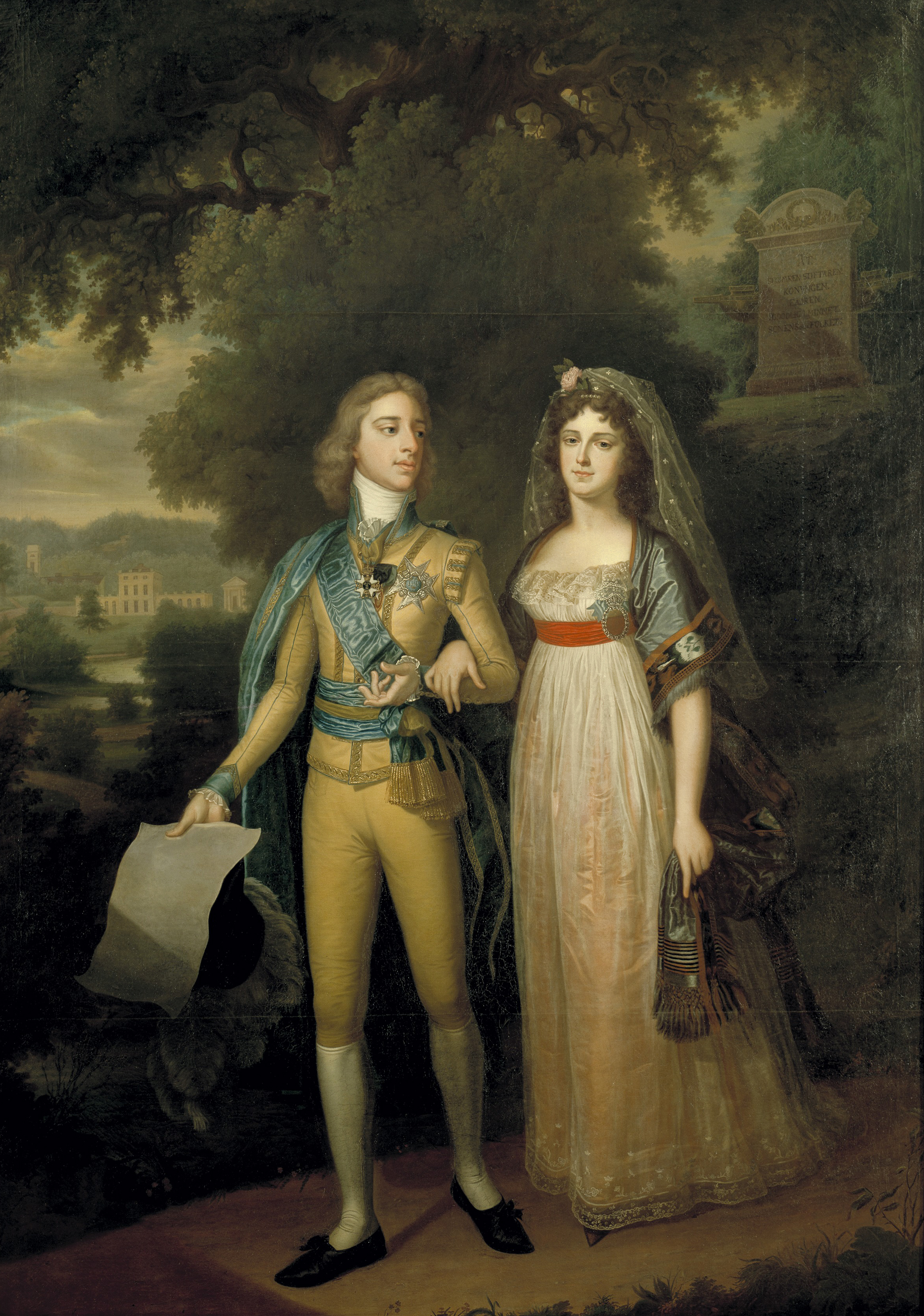
Gustav Adolf đi dạo cùng Vương hậu Friederike

Năm 1797, Gustav Adolf kết hôn với Friederike xứ Baden và có năm người con:
1. Thái tử Gustav, sau năm 1809 được gọi là Gustaf Gustafsson, Vương tử Vasa (9 tháng 11 năm 1799 – 1877). Gustav phục vụ như một sĩ quan trong quân đội của nhà Habsburg Áo, và có với vợ là Luise Amelie xứ Baden một người con trai qua đời khi còn nhỏ, và một người con gái là Carola, vợ của Albert I của Sachsen, qua đời mà không có con.
2. Vương nữ Sofia Wilhelmina (21 tháng 5 năm 1801 – 1865). Sofia kết hôn với Đại công tước Leopold xứ Baden, và cháu gái là Viktoria xứ Baden kết hôn với vị vua nhà Bernadotte là Gustaf V của Thụy Điển. (Carl XVI Gustaf của Thụy Điển hiện tại là người thừa kế của Gustav IV.)
3. Vương tử Carl Gustaf, Đại công tước Phần Lan (2 tháng 12 năm 1802 – 10 tháng 9 năm 1805)
4. Vương nữ Amalia (22 tháng 2 năm 1805 – 31 tháng 8 năm 1853); không kết hôn và không có con
5. Vương nữ Cecilia (22 tháng 6 năm 1807 – 1844); kết hôn với Đại công tước August xứ Oldenburg và có con.

Đến năm 1812, Gustav Adolf ly dị Friederike và sau đó có nhiều tình nhân, trong số đó có Maria Schlegel và họ có một người con trai là Adolf Gustafsson.